# Oleg Penkovskij
Oleg Vladimirovich Penkovsky f(ødt 23. april 1919 i Vladikavkas, Rusland, død 16. maj 1963 i Moskva, Rusland) var en sovjetisk oberst i den sovjetiske hær, senere spion for USA og Storbritannien. Hans kodenavn var "Agent Hero".
1. ↑  Navnet er anført på svensk og stammer fra Wikidata hvor navnet endnu ikke findes på dansk.